# Bomberman Hero
Bomberman Hero (ボンバーマンヒーロー ～ミリアン王女を救え!～?, Bomberman Hero: Mirian-Ōjo o Sukue!) è un videogioco del 1998 sviluppato da Hudson Soft per Nintendo 64 appartenente alla serie Bomberman. Il titolo è stato distribuito nel 2011 per Wii tramite Virtual Console.

## Modalità di gioco
Il gameplay di Bomberman Hero si differenzia da quello di Bomberman 64 pubblicato l'anno precedente sulla stessa piattaforma.